# Сызранский Сретенский монастырь
Сызранский Сретенский монастырь — женский монастырь Симбирской епархии Русской православной церкви, действовавший в городе Сызрань Симбирской губернии (ныне — в Самарской области) во второй половине XIX — первой четверти XX веков.
Был создан в 1856 году на средства местной купчихи, желавшей обратить состояние на создание женской обители. Благодаря стараниям и умениям первой настоятельницы община стала достаточно широко известна в России и уже в 1858 году была преобразована в общежительный монастырь. С помощью пожертвований, в том числе со стороны императора и его супруги, довольно быстро были построены три храма, один из которых в 1906 году был уничтожен вместе с большей частью других монастырских построек при крупном пожаре. В 1907 году сгоревшие здания были отстроены заново.
После установления советской власти, в 1923 году, монастырь был закрыт. Его здания и церкви сначала использовались для нужд детской колонии, позднее были разобраны.

## История

### Община

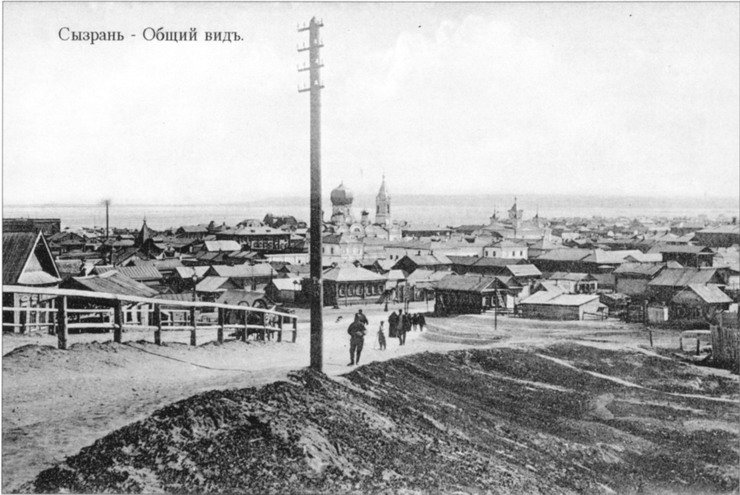
Спуск с улицы Московской. Вид на Сызранский Сретенский женский монастырь на Большой улице

Сызранская купчиха Татьяна Степановна Извощикова, овдовев и будучи бездетной, решила своё состояние обратить на создание в Сызрани женской обители. В 1856 году она приобрела и пожертвовала участок земли в 7800 квадратных сажен для устройства на нём женской общины. Участок находился в северо-восточной части Сызрани, примерно ограниченный современными улицами Советской, Володарского, Карла Маркса и Некрасовским переулком. На нём располагался фруктовый сад.
Извощикова заключила договоры на приобретение различных строительных материалов, началось строительство дома для начальницы общины, келий для сестёр и деревянной однопрестольной церкви. Однако будучи уже пожилой (65 лет) и слабой здоровьем, Извощикова не могла активно заниматься обустройством обители, даже несмотря на содействие наместника Сызранского Вознесенского мужского монастыря архимандрита Августина.
Для создания обители был нужен энергичный человек, и им стала монахиня Пензенского Троицкого монастыря Мария. Иеромонах Сызранского монастыря Аполлинарий так писал о ней:

Она сумела внушить и к себе, и к монастырю расположение в благотворительных людях из разных мест и сословий. Своею примерной жизнью она обратила на обитель внимание августейшего дома. Государь император Александр Николаевич и государыня императрица Мария Александровна выражали ей милостивейшее внимание, а к обители — щедросочувствие.

### Монастырь
Своим указом от 28 июня 1858 года Святейший Синод преобразовал общину в общежительный женский монастырь третьего класса с именованием Сызранский Сретенский женский монастырь. Помимо денежных средств в 1860 году императрица пожаловала в дар новой обители «ризу и стихарь из отличного атласа, резедоваго цвета, расшитые золотом и шелками». Такое высокое внимание и щедрые пожертвования привели к быстрому развитию общины. Если при учреждении общины в ней находилось 16 человек: начальница, казначея и 14 монахинь, то затем число сестёр быстро росло, в 1860 году в монастыре проживало уже 124 человека. Как писал иеромонах Аполлинарий: «Сретенский монастырь в скором времени так пополнился и округлился, что сравнялся с прочими двумя женскими монастырями Симбирской епархии — Симбирским Спасским и Алатырским Киево-Николаевским». В сентябре 1864 года число жительниц монастыря пополнилось сёстрами сгоревшего 19 августа Симбирского Спасского девичьего монастыря.
Монастырский устав создавался по аналогии с «Правилами для женских православных общежитий Арзамасского, Ардатовского, Зеленогорского и Дивеевского, в Нижегородской епархии находящихся»:

«Все живущие в общине должны иметь совершенно во всем послушание к начальнице. Кроме служб церковных, отправлять каждодневно утреннее и вечернее правило. Рукоделие для сестер предоставляется таким, каким они занимались доселе, смотря по способностям и приобретенному навыку. Из своих изделий ничего нельзя дарить или продавать. Живущим в обители сестрам за ограду без крайней надобности и позволения начальницы выходить строго воспрещается. Посетителей из мужеского пола вход в келию не допускать, хотя бы кто был и близкий родственник».
К нарушителям применялись различные наказания, такие как словесный выговор наедине, при духовном отце или при всех общежительницах, поклоны во время трапезы, лишение трапезы, и наконец, исключение из общины.
По разрешению городских властей в 1863-м году на территории Сретенского монастыря было устроено небольшое кладбище. В 1871 году в монастыре была открыта богадельня для престарелых, сирот из духовного звания и беспомощных вдов. Также имелись больница на 4 койки и училище, открытое удельным ведомством, в котором сёстры обучались рисованию. Действовала библиотека и, с 1857 года, архив, хранивший все монастырские документы, среди которых были два письма Александра II, двенадцать писем императрицы Марии Александровны и три письма великих князей о пожертвованиях денежных средств на обитель. Архив и библиотека размещались в помещении при тёплой каменной церкви.
В 1876 году штат обители насчитывал 139 человек, а ежегодный доход составлял до 2650 рублей. В 1879 году в монастыре проживало 163 человека, а в 1886 году — 225 человек, в том числе: настоятельница, 16 монахинь, 31 указная послушница, 106 послушниц, 32 старицы, неспособные к труду, 14 девочек, обучавшихся грамоте и рукоделию, 10 новоначальных сестёр и 15 человек, проживавших в богадельне.
Монастырь регулярно отчислял часть своих доходов на обустройство православных церквей в Туркестанском крае, на Кавказе, на нужды школ и церквей в западных губерниях России. В период русско-турецкой войны 1877—1878 годов сёстры монастыря передали в Красный крест сшитые 97 сорочек, халаты, 200 штук разного белья, 3 пуда корпии, 250 бинтов. Монахини были сёстрами милосердия в сызранском лазарете, устроенном комитетом Общества попечения о больных и раненых воинах.
В 1886 году в монастыре появился водопровод.

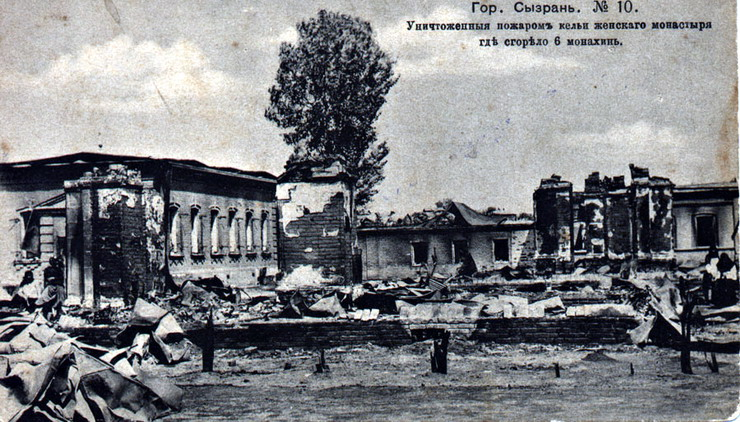
Сгоревшие кельи монастыря

5 июля 1906 года во время сильного городского пожара в Сызрани пострадал и Сретенский монастырь. Были уничтожены почти все корпуса и деревянная церковь. На каменных церквях сгорели только крыши. Многих монахинь принял у себя Старо-Костычевский Смоленский женский монастырь, некоторые разъехались по родственникам и знакомым.
Уже в 1907 году большинство строений было восстановлено, первыми были отстроены богадельня, хлебопекарня, просфорная и игуменский корпус.
К 1917 году число монастырских жительниц возросло до 245 человек.

### Монастырь при Советской власти
Постановлением Сызранского уездного исполкома Советов рабочих, крестьянских и солдатских депутатов от 6 ноября 1923 года монастырь был закрыт. Церкви были переданы детской коммуне беспризорников для размещения школы, библиотеки и клуба.
В январе 1924 года вся монастырская мебель, предметы церковной утвари, стекло, извлечённое из иконостаса, были переданы Сызранскому музею местного края.
В 1930-х годах практически все монастырские постройки были разобраны, архитектурный комплекс монастыря был полностью разрушен.

## Настоятели и насельники

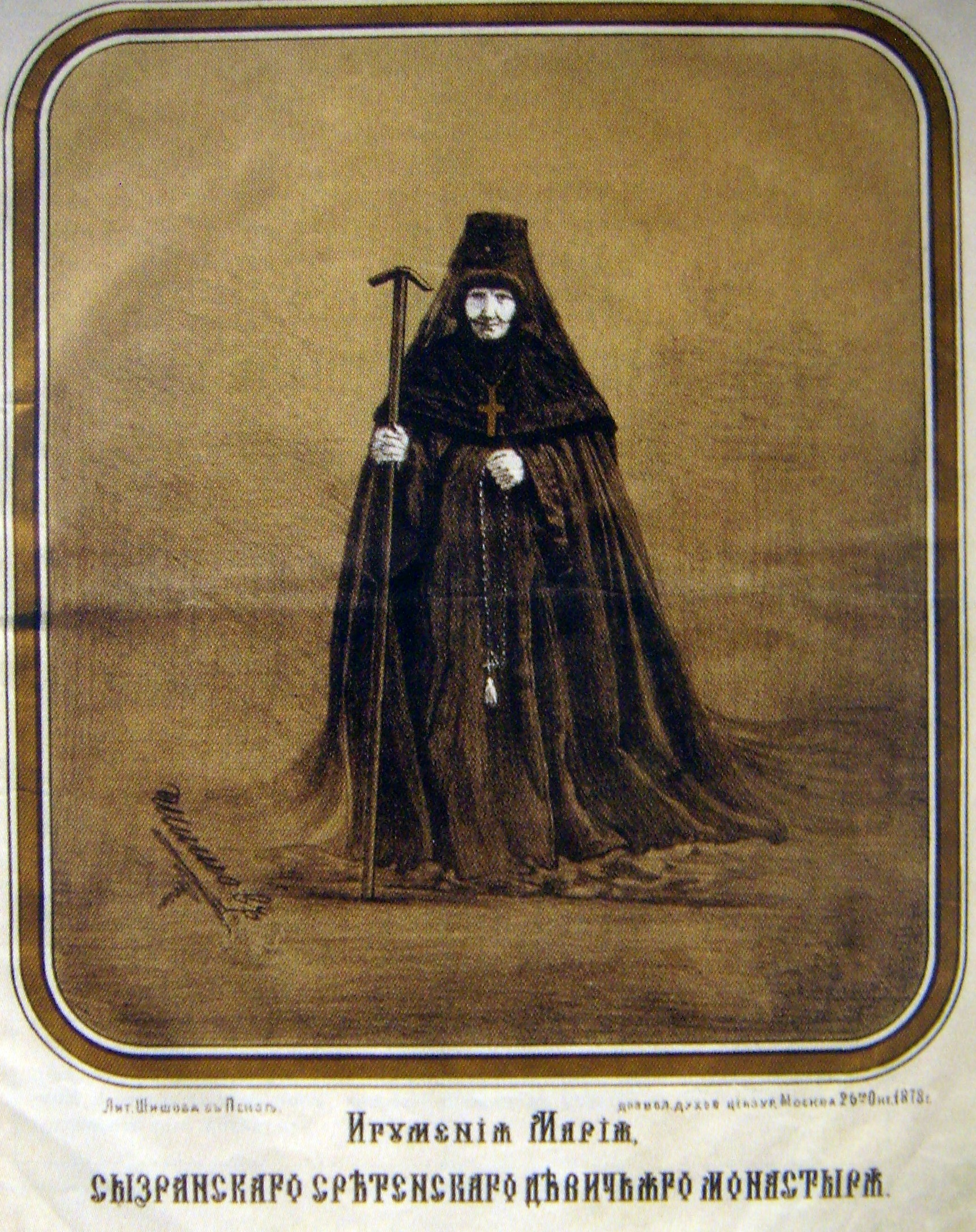
Мария, первая настоятельница монастыря

Первой настоятельницей монастыря стала рясофорная монахиня Лидия Никитина, переведённая из Пензенского Троицкого монастыря в возрасте 52 лет. В 1857 году она была пострижена в мантию с именем Мария. 21 февраля 1859 года была возведена в сан игуменьи. В 1864 году Мария была награждена наперсным крестом и получила благодарность от императора. Мария возглавляла обитель до своей смерти в 1877 году.
Её преемницей, занимавшей пост настоятельницы в 1878—1909 годах, стала игуменья Мария II (Мария Павлова). За свою службу она дважды была награждена золотым наперсным крестом «За прохождение служения при одобрительном поведении с похвальным усердием и пользою».
После смерти Марии II Святейший Синод в июле 1909 года утвердил настоятельницей манатейную монахиню Арсению, возведённую в игуменьи 23 мая 1910 года. Она возглавляла монастырь вплоть до его закрытия.

## Имущество
Монастырю принадлежало 449 десятин земли, из которых 410, расположенные в Сенгилеевском уезде Симбирской губернии, были получены из удельных земель по императорскому указу. Остальные были получены через пожертвования купчихи Т. С. Извощиковой и помещицы А. А. Чернковой.
207 десятин сдавалось в аренду, 203 — обрабатывали насельницы монастыря собственным трудом, 18 десятин занимал лес, 20 десятин — луга, 5 десятин занимал монастырский хутор и ещё на 2 десятинах располагались усадебный постройки и сад.
По завещанию основательницы обители И. С. Извощиковой монастырю принадлежала также половина мельницы, расположенной на реке Крымза около Усиновского оврага. Мельница сдавалась в аренду и приносила ежегодный доход в 900 рублей серебром.

### Монастырские храмы
В монастыре было три храма.

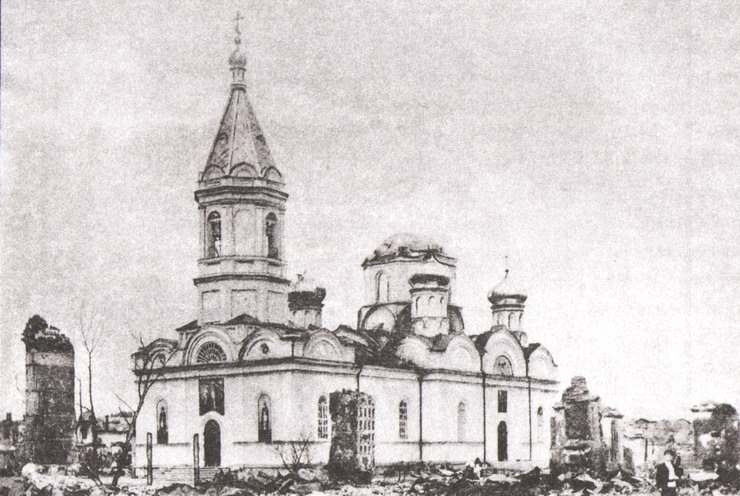
Храм Рождества Пресвятой Богородицы после пожара

Первый был построен в 1857 году на средства, собранные крестьянином села Беклемишево К. М. Севостьяновым. Это была деревянная однопрестольная церковь во имя Пресвятой Богородицы и иконы «Всех Скорбящих Радость».
Осенью 1857 году началось строительство каменной холодной трёхпрестольной церкви во имя Сретения Господня. Строительство велось на средства различных благотворителей: сызранского купца В. М. Сластенина, помещицы Т. А. Нечаевой, управляющего Сызранской удельной конторой Н. А. Хвостова и других. Храм был достроен и 22 июля 1862 года освящён симбирским епископом Евгением: главный престол — во имя Сретения Господня, правый придел— во имя Введения во храм Пресвятой Богородицы, левый — во имя Рождества Иоанна Предтечи, Крестителя Господня. Это была кирпичная крытая железом пятиглавая церковь в русско-византийском стиле, построенная по образцу петербургской церкви Екатерины у Калинкина моста, при которой имелась трёхъярусная колокольня высотой 32 метра с 12 колоколами. Главный колокол весил 104 пуда и 3 фунта и был отлит в Ярославле в 1875 году на средства купца М. Д. Сысуева.
В 1866 году игуменья обратилась к епископу Евгению за помощью в строительстве нового тёплого каменного храма. В 1870 году уже был построен новый храм. Это была церковь в русско-византийском стиле: четверик, с пятью мелкими восьмигранными барабанами с шатровыми куполами. Его главный престол был освящён 4 июля 1871 года во имя Сретения Господня, из-за чего престол прежнего Сретенского храма был переименован в честь Рождества Пресвятой Богородицы. Также был освящён придел во имя Тихона Задонского, находившийся в цокольном этаже. Здесь же находилась усыпальница первой настоятельницы монастыря игуменьи Марии. В 1871 году к храму была пристроена каменная богадельня.

### Святыни
Главными святынями монастыря были:
- икона Божией Матери «Всех Скорбящих Радость» — греческого письма, помещённая в серебряную ризу, украшенную драгоценными камнями[10][4];
- напрестольный перламутровый крест в серебро-позолоченной оправе с надписью: «Сей Святой Крест пожаловать изволил 1859 г. декабря 4 дня Высокопреосвященнейший Филарет Митрополит Московский в благословение Сызранскому Сретенскому монастырю»[5];
- частицы мощей, хранившиеся в напрестольном серебряном кресте и ковчеге, святых преподобных отцов Евфимия Великого, Петра Афонского, Кассиана Римлянина, святого мученика Трофима, святой мироносицы Марии Магдалины, пожертвованные монастырю благотворителями из Москвы[5].